# Jacklyn Luu
Jacklyn Luu, född 30 april 1999, är en amerikansk konstsimmare.

## Karriär
I juli 2023 vid VM i Fukuoka var Luu en del av USA:s lag som tog brons i det tekniska lagprogrammet. I november 2023 vid panamerikanska spelen i Santiago var hon en del av USA:s lag som tog silver i lagtävlingen.
I februari 2024 vid VM i Doha var Luu en del av USA:s lag som tog brons i det fria lagprogrammet. Vid olympiska sommarspelen 2024 i Paris var hon en del av USA:s lag som tog silver i lagtävlingen.